# Marie Sherlock

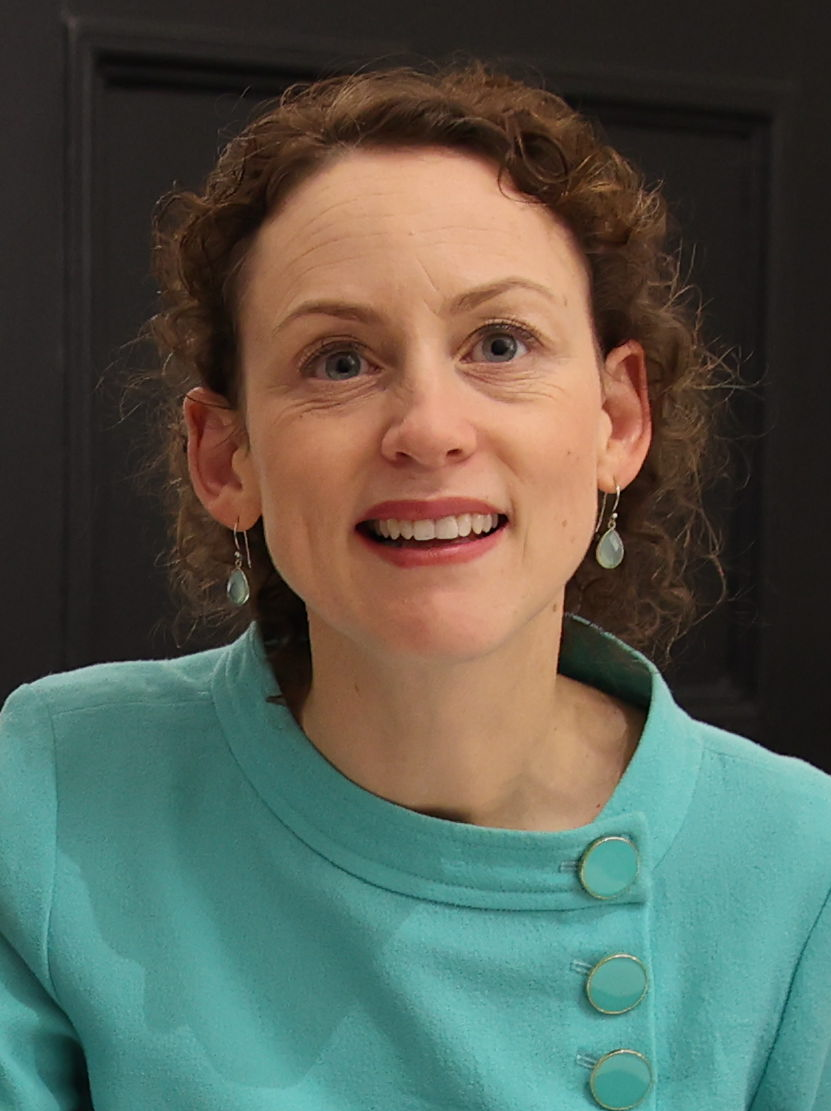
Marie Sherlock (2024)

Marie Sherlock (irisch Máire Ní Shearlóg; * im 20. Jahrhundert in Cork, Irland) ist eine irische Politikerin der Irish Labour Party, für die sie als Teachta Dála im Dáil Éireann, dem Unterhaus des Oireachtas, sitzt.

## Leben
Sherlock wuchs in Carrignavar (Carraig na bhFear) im County Cork auf. Sie schloss mit einem Bachelor of Arts am Trinity College Dublin in Wirtschafts- und Politikwissenschaften ab. Einen Master of Arts erwarb sie in Wirtschaftswissenschaften am University College Dublin und einen Master of Arts in Philosophie an der University of Cambridge.
Sie arbeitete mehr als zehn Jahre für die Gewerkschaft SIPTU. 2019 wurde sie in den Dublin City Council und 2020 in den Seanad Éireann gewählt. Für die Labour Party trat sie im Wahlkreis Dublin Central an und erreichte knapp einen Sitz im Dáil Éireann.

## Privates
Marie Sherlock lebt mit ihrem Ehemann Ciarán und den drei Kindern in Phibsborough.